# Henri Quintric
Henri Quintric (* 3. September 1897 in Paris; † 10. November 1955 in Paris) war ein französischer Geher.
Bei den Olympischen Spielen 1932 in Los Angeles wurde er in 5:27:25 h Siebter im 50-km-Gehen.
1931 (mit seiner persönlichen Bestzeit von 4:42:54 h) und 1932 wurde er Französischer Meister im 50-km-Gehen.